# ميتافيرس

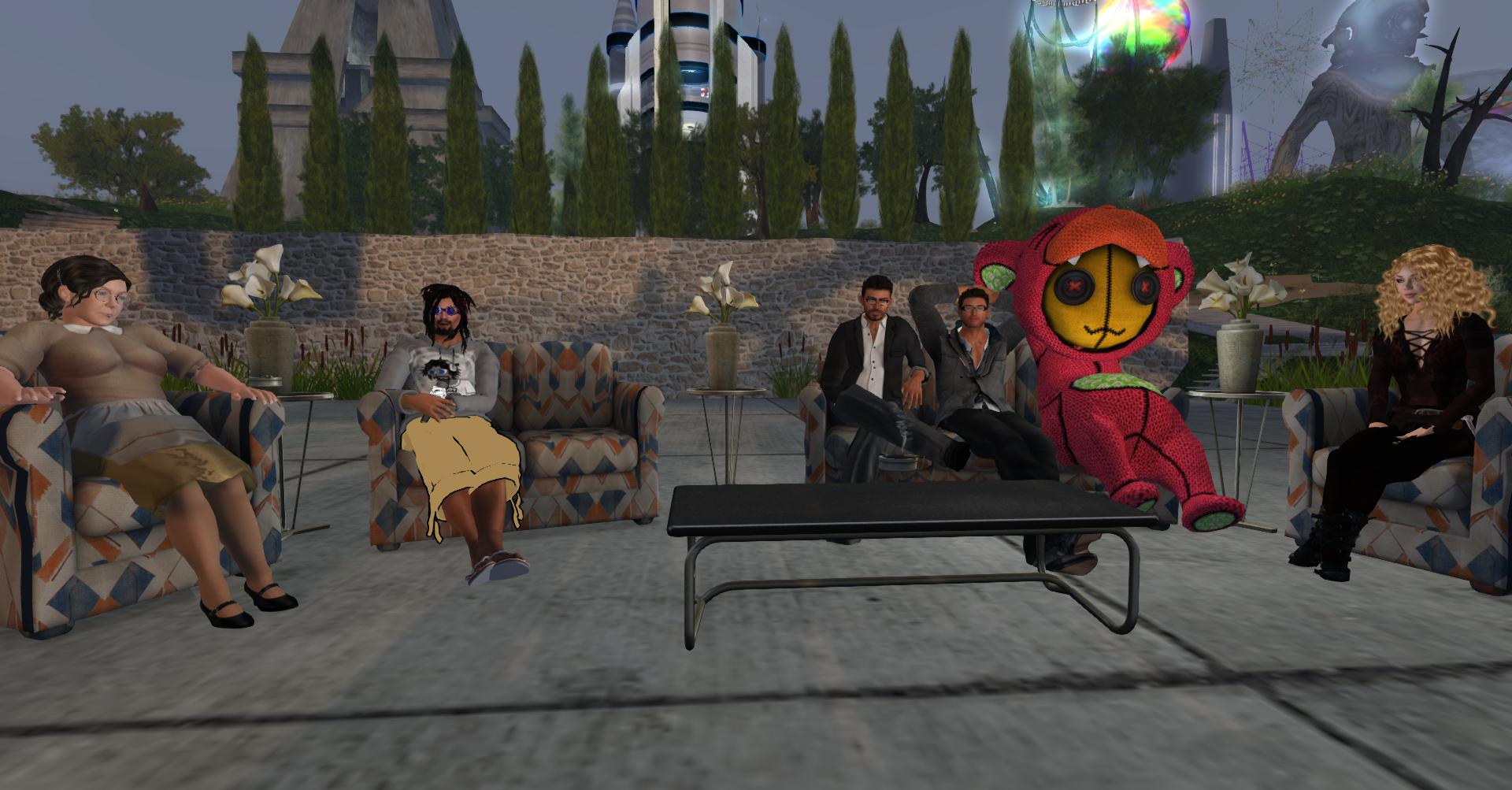
التجسيدات الاجتماعية في العالم الافتراضي سكند لايف لعام 2003.

ميتافيرس (بالإنجليزية: Metaverse)‏ كلمة تتكون من شقين الأول «meta» (بمعنى ما وراء، أو الأكثر وصفاً) والثاني "Verse" (مُصَاغ من «Universe») وتفيد (ما وراء العالم).
وقد كان أول استخدام لهذا المصطلح في رواية الخيال العلمي تحطم الثلج (Snow Crash) عام 1992 التي كتبها نيل ستيفنسون، حيث يتفاعل البشر كشخصيات خيالية (بالإنجليزية: avatar) مع بعضهم البعض ومع برمجيات، في فضاء افتراضي ثلاثي الأبعاد مشابه للعالم الحقيقي، وقد تم تطوير استخدام المصطلح مع الزمن وقد كانت استخداماتها الأولى في منصات العالم افتراضي كمنصة سكند لايف، بدأ المؤلفون في دي سي كومكس في استخدام مصطلح «ميتافيرس» اعتبارًا من عام 2019 للإشارة إلى نسخة مركزية من الواقع تؤثر على الإصدارات الأخرى في الخطوط الزمنية البديلة.
وقد استغل هذاالمصطلح لأغراض تطوير وتضخيم العلاقات العامة لمختلف التقنيات والمشاريع من نفس النوع.
نظرًا لأن العديد من الألعاب الجماعية عبر الإنترنت تشترك في الميزات مع الميتافيرس ولكنها توفر الوصول فقط إلى الحالات غير الدائمة، التي يشاركها ما يصل إلى عشرات اللاعبين، فقد تم استخدام مفهوم الألعاب الافتراضية متعددة الأكوان لتمييزها عن الميتافيرس.
يستخدم المصطلح عادةً لوصف مفهوم الإصدارات المستقبلية المفترضة للإنترنت، المكون من محاكاة ثلاثية الأبعاد لا مركزية ومتصلة بشكل دائم. هذه العوالم الإفتراضية يمكن الولوج إليها والوصول لها عبر نظارات الواقع الافتراضي أو الواقع المعزز والجوالات والحواسب المكتبية ومنصات الألعاب.
قد لا تشير «ميتافيرس» بالمعنى الأوسع إلى العوالم الافتراضية فحسب، بل قد تشير إلى الإنترنت ككل، بما في ذلك النطاق الكامل للواقع المعزز.
هناك العدد من التطبيقات الفعلية المحتملة للميتافيرس، فحين الوصول إلى ميتافيرس مثالي سيكون بمقدور المستخدم أن يخوض أي تجربة أو نشاط وسيكون بمقدوره التعامل مع أي أمر يحتاجه من مكان واحد، إذ أن الميتافيرس عند وصولها الحالة المثالية الكاملة يمكن تطبيقها على أي شيء.

## من أهم التطبيقات

### ألعاب الفيديو
طورت تقنية ميتافيرس العديد من التقنيات المستخدمة في لعبة فيديو الحديثة والتي تتصل بالإنترنت، وقد وصفت منصة العالم الافتراضي سكند لايف في عام 2003 أنها أول ميتافيرس فقد صورت المستخدم على أنه رمز في عالم ثلاثي الأبعاد وقد دمجت العديد من مواقع التواصل الاجتماعي، وقد تمتعت بأهم ميزات العالم الافتراضي وهي الحياة الاجتماعية ووظائفها كلعبة ماين كرافت التي تحاكي نظيرًا متقدمًا في الميتافيرس وقد تمت مناقشة هذا الموضوع من قبل الصحفي التكنولوجي كليف طومسون، وقد حظيت لعبة روبلوكس بميزات مماثلة مع استخدامها في ذلك الحين استخدامًا هامًا للمصطلح في التسويق، وقد توجهت المطالب إلى تطوير الميتافيرس لتضم بعض البرامج مثل فورتنايت وذا بالاس واكتيف وورد.

### الواقع الافتراضي
أطلقت شركة فيس بوك الاجتماعية عالمًا افتراضيًا عام 2019 باسم هوريزون وورد أي عالم الأفق، وقد أعلن مارك زوكربيرغ مالك شركة فيس بوك تغير اسم الشركة إلى ميتا بلاتفورمز وأعلن رسميًا التزام الشركة بتطوير ميتا بلاتفورمز، وقد ترتب عليها تطوير العديد من تقنيات العالم الافتراضي ميتا بلاتفورمز، وقد انتقدت فرانسيس هوجن العمليات التي تقوم بها الشركة على أنها مخالفات تهدد خصوصية المستخدم مقابل التركيز المستمر للشركة على تطوير جانب الميتا بلاتفورمز، وقدمت أيضًا انتقادًا لهورايزون وورلد لما فيه من التحرش الجنسي.
في عام 2017 ضمت مايكروسوفت شركة (AltspaceVR)، ثم بدأت تستخدم خواص تقنيات الميتافيرس فقد عقدت مايكروسوفت اجتماعات في العالم الافتراضي مايكروسوفت تيمز.

## المعدات
تشمل معدات الميتافيرس أجهزة الحاسوب والهواتف الذكية، والواقع المعزز (AR) والواقع المختلط والواقع الافتراضي (VR) وتقنيات العالم الافتراضي.
وقد أدى اعتماد تقنية العالم الافتراضي إلى الحد من تطور الميتافيرس واعتمادها على النطاق الواسع، وقد أدى وضع الحدود للمعدات المحمولة والحاجة إلى تحقيق التوازن والتوافق بين التصميم والتكلفة إلى التقليل من إمكانيات التنقل والرسومات عالية الجودة، قامت سماعات الأذن اللاسلكية بتقديم مميزات كخفة الوزن لتحقيق كثافة بكسل اللازمة لشبكة العين، بالرغم من أن المعدات عالية الأداء سلكية وكبيرة الحجم بالعادة، وقد نواجه مشكلة أخرى لاعتماد التكنولوجيا على نطاق واسع وهي التكلفة، حيث تتراوح أسعار سماعات الرأس VR للمستهلكين من 300 دولار إلى 1100 دولار اعتبارًا من عام 2021.

## برمجة
لم تعتمد تطبيقات ميتافيرس مواصفات فنية موحدة على نطاق واسع للتطبيقات، تعتمد تطبيقاتها الحالية في المقام الأول على تقنية خاصة، وكانت خاصية التوافقية للحاسوب مصدر للقلق في تطوير الميتافيرس وذلك بشأن الخصوصية والشفافية، وقد كان هناك العديد من مشاريع توحيد البيئة الافتراضية.
وصف المشهد العالمي هو وصف مشابه لرسومات الكومبيوتر ثلاثية الأبعاد، التي تم إنشاءها من قبل شركة بيكسار وقامت بعض الشركات بدعمها مثل بلندر أبل سينكت وثري دي إس ماكس، وقد أعلنت شركة إنفيديا في عام 2021 أنها تبنت الدولار الأمريكي لتطوير الميتافيرس الخاصة بها.